# Vitor Sérgio Rodrigues
Vitor Sérgio Rodrigues (Rio de Janeiro, 20 de dezembro de 1977), também conhecido VSR, é um comentarista esportivo brasileiro.
É conhecido por seus trabalhos nos canais Esporte Interativo. Atualmente, trabalha no canal fechado TNT Sports, onde também é o editor-chefe.
É torcedor do CR Flamengo.

## Carreira
Vitor Sérgio é formado em Comunicação Social/Jornalismo na Faculdades Hélio Alonso.
Começou como estagiário do Portal do Esporte, na Globo.com.
Em 2004, cobriu a Olimpíada de Atenas para o diário Lance!.
Em 2006, trabalhou no Globoesporte.com, até se transferir ao Esporte Interativo em 2007.

## Prêmios e Indicações
| Ano  | Prêmio                                       | Indicação                 | Resultado | Ref.  |
| ---- | -------------------------------------------- | ------------------------- | --------- | ----- |
| 2009 | Prêmio Mídia Esporte de Jornalismo Esportivo | Comentarista de TV Aberta | Venceu    | [ 3 ] |
| 2010 | Prêmio Mídia Esporte de Jornalismo Esportivo | Comentarista de TV Aberta | Venceu    | [ 4 ] |
| 2011 | Prêmio Mídia Esporte de Jornalismo Esportivo | Comentarista de TV Aberta | Venceu    | [ 5 ] |
| 2014 | Prêmio Mídia Esporte de Jornalismo Esportivo | Comentarista de TV Aberta | Indicado  | [ 6 ] |
| 2021 | Prêmio Comunique-se                          | Esportes: Mídia Escrita   | Venceu    | [ 7 ] |
| 2021 | Prêmio Comunique-se                          | Esportes: Mídia Falada    | Indicado  | [ 8 ] |